# Les Valls de Valira
Les Valls de Valira är en kommun i Spanien, på gränsen till Andorra.   Den ligger i provinsen Província de Lleida och regionen Katalonien, i den nordöstra delen av landet, 500 km nordost om huvudstaden Madrid. Antalet invånare är 948. Arean är 171 kvadratkilometer. Les Valls de Valira gränsar till Lles de Cerdanya, El Pont de Bar, Estamariu, La Seu d'Urgell, Montferrer i Castellbò, Farrera, Alins, La Massana, Andorra la Vella, Sant Julià de Lòria, Escaldes-Engordany och Arsèguel. 
Terrängen i Les Valls de Valira är bergig norrut, men söderut är den kuperad.
Les Valls de Valira delas in i:
- Arcavell i la Farga de Moles
- Ars
- Asnurri
- Bagergue
- Bescaran
- Civís
- Os de Civís
- Sant Joan Fumat